# Hieracium humile
Lo sparviere lacerato (nome scientifico Hieracium humile Jacq., 1776) è una specie di pianta angiosperma dicotiledone della famiglia delle Asteraceae.

## Etimologia
Il nome generico (Hieracium) deriva dalla parola greca hierax o hierakion (= sparviere, falco). Il nome del genere è stato dato dal botanico francese Joseph Pitton de Tournefort (1656 - 1708) rifacendosi probabilmente ad alcuni scritti del naturalista romano Gaio Plinio Secondo (23 - 79) nei quali, secondo la tradizione, i rapaci si servivano di questa pianta per irrobustire la loro vista. L'epiteto specifico (humile) significa "pianta di bassa crescita" e fa riferimento al suo habitus abituale.

Il binomio scientifico della pianta di questa voce è stato proposto dal medico, chimico e botanico olandese Nikolaus Joseph von Jacquin  (1727-1817)) nella pubblicazione "Hortus botanicus Vindobonensis. (3: 2. 1776)" del 1776.

## Descrizione

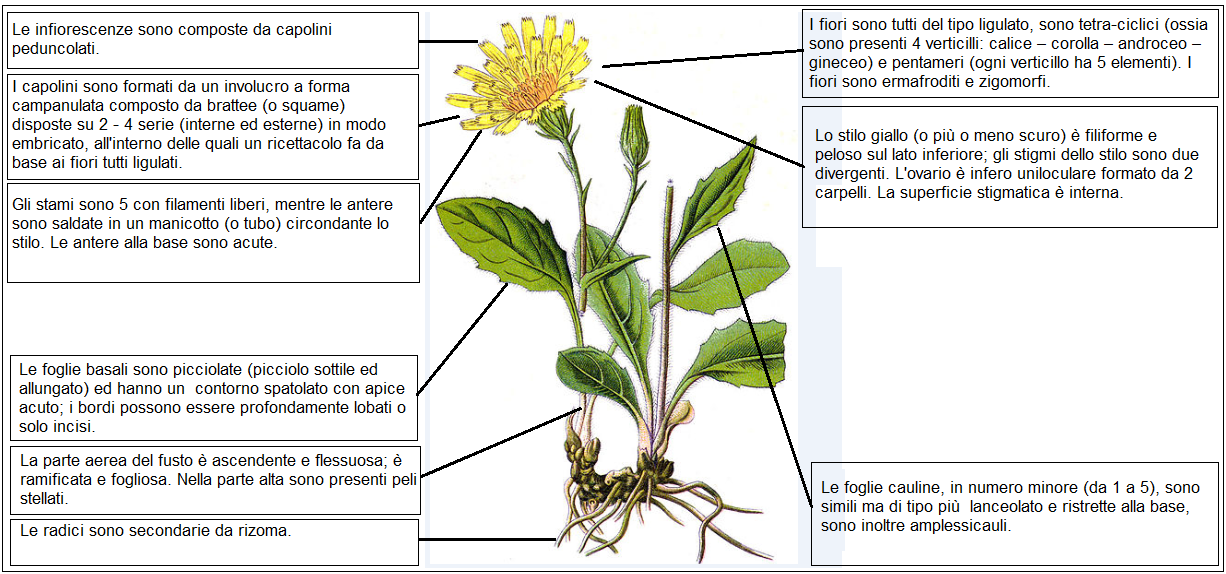
Descrizione delle parti della pianta

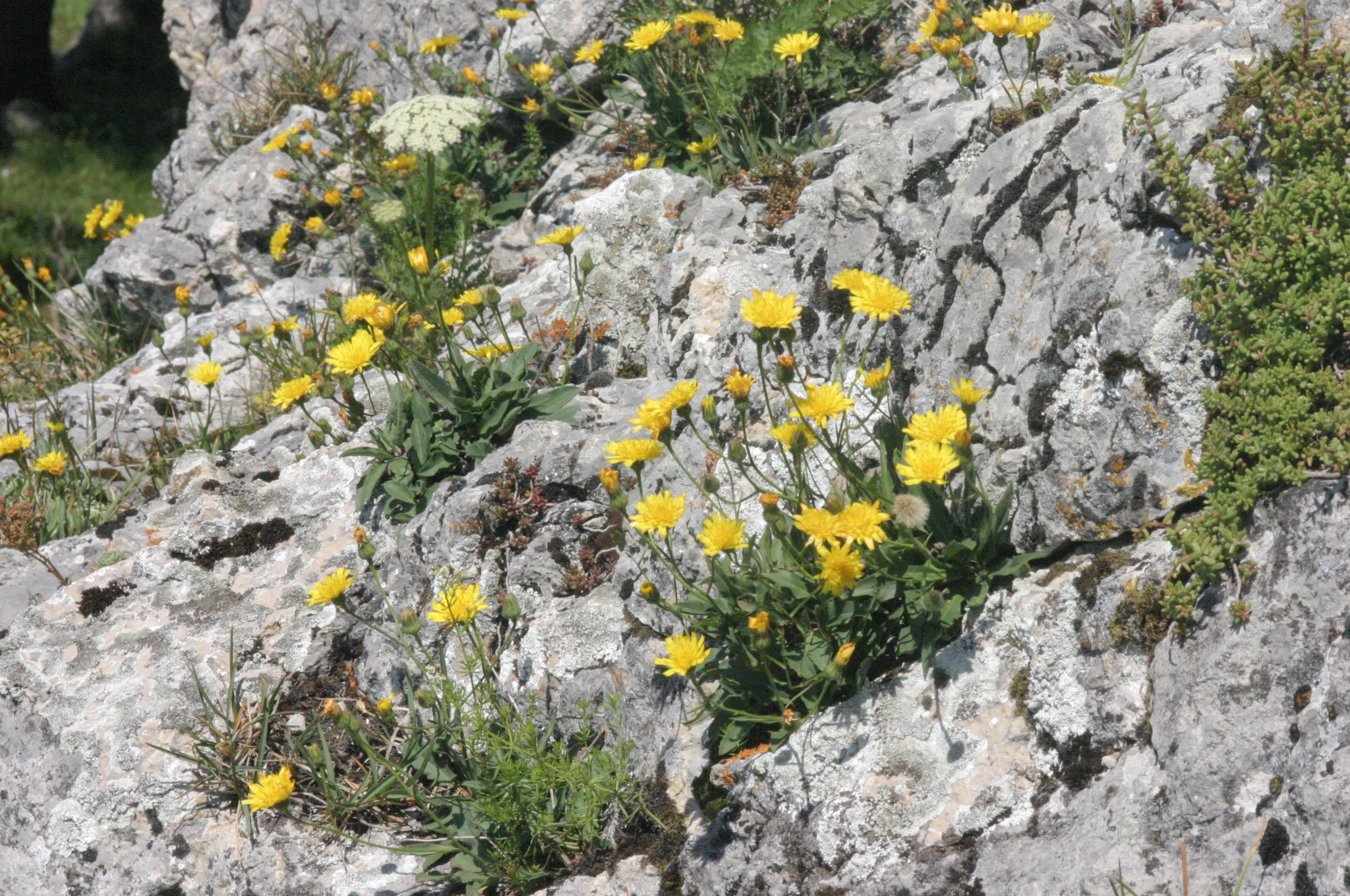
Habitus

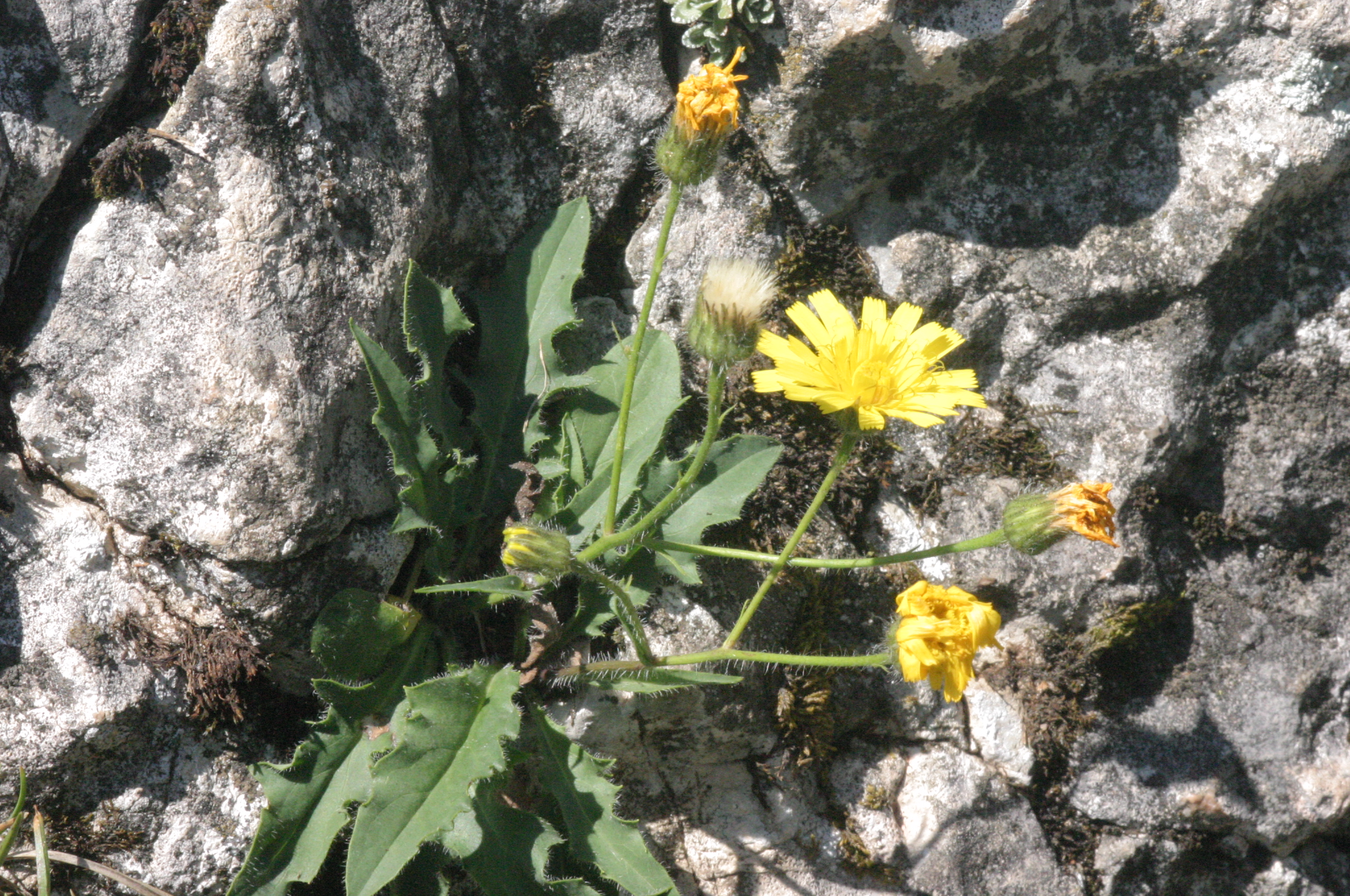
Le foglie basali

Habitus. La forma biologica è emicriptofite scapose (H scap), ossia in generale è una pianta erbaceo, a ciclo biologico perenne, con gemme svernanti al livello del suolo e protette dalla lettiera o dalla neve e con l'asse fiorale eretto e spesso privo di foglie. Tutta la pianta è ricoperta di peli denticolati lunghi 0,5 mm misti a peli ghiandolari. È inoltre provvista di lattice (i vasi latticiferi sono anastomizzati) e viene definita anche di tipo "fillopode con involucro senza ghiandole" in quanto le foglie basali formano una rosetta che è presente alla fioritura e inoltre l'involucro del capolino è privo di peli ghiandolari.

Radici. Le radici sono secondarie da rizoma.
Fusto. La parte aerea del fusto è ascendente e flessuosa; è ramificata e fogliosa. Nella parte alta sono presenti peli stellati. Il colore dei fusti è verde chiaro (rosso-violaceo in alto). Ogni pianta può possedere da 2 a 10 capolini. Questa pianta può raggiungere una altezza compresa tra 10 – 40 cm.
Foglie. Le foglie si dividono in basali e cauline. Le foglie basali (da 2 a 5) sono picciolate (picciolo sottile ed allungato) ed hanno un contorno spatolato (o da obovato fino a lanceolato) con apice acuto; i bordi possono essere profondamente lobati o appena incisi. La consistenza è subflaccida, sono sottili e il colore varia da verde-glauco a verde-chiaro. Le foglie cauline, in numero minore (da 1 a 4), sono simili ma di tipo più lanceolato e ristrette alla base, sono inoltre amplessicauli. Dimensioni delle foglie basali: larghezza 3 – 4 cm; lunghezza 8 – 13 cm.
Infiorescenza. Le infiorescenze, di tipo forcato o forcato-panicolato, sono composte da 4 - 8 capolini peduncolati. L'acladio è di 2 – 5 cm. capolini sono formati da un involucro a forma emisferica composto da brattee (o squame) disposte su 2 serie (interne ed esterne) in modo embricato, all'interno delle quali un ricettacolo fa da base ai fiori tutti ligulati. L'involucro è lungo 12 – 15 mm.  Il ricettacolo è nudo cioè privo di pagliette a protezione della base dei fiori, ed ha delle fossette dentellate sui bordi e prive di ciglia. Diametro del capolino: 30 – 45 mm.
Fiore. I fiori sono tutti del tipo ligulato (il tipo tubuloso, i fiori del disco, presente nella maggioranza delle Asteraceae, qui è assente), sono tetra-ciclici (ossia sono presenti 4 verticilli: calice – corolla – androceo – gineceo) e pentameri (ogni verticillo ha 5 elementi). I fiori sono ermafroditi e zigomorfi.
- Formula fiorale: per questa pianta viene indicata la seguente formula fiorale:

* K 0/5, C (5), A (5), G (2), infero, achenio
- Calice: i sepali del calice sono ridotti ad una coroncina di squame.
- Corolla: le corolle sono formate da un tubo e da una ligula terminante con 5 denti; il colore è giallo; le ligule sono prive di ciglia (glabre).
- Androceo: gli stami sono 5 con filamenti liberi, mentre le antere sono saldate in un manicotto (o tubo) circondante lo stilo.[17] Le antere alla base sono acute. Il polline è tricolporato.[18]
- Gineceo: lo stilo giallo (o più o meno scuro fino a nerastro) è filiforme e peloso sul lato inferiore; gli stigmi dello stilo sono due divergenti. L'ovario è infero uniloculare formato da 2 carpelli. La superficie stigmatica è interna.[19]
- Fioritura: da giugno ad agosto.

Frutti. I frutti sono degli acheni con pappo. Gli acheni, bruno-scuri o nerastri, a forma colonnare-obconica, sono ristretti alla base (e ingrossati all'apice), mentre la superficie (liscia o appena rugosa) è provvista di 10 coste che nella parte apicale confluiscono in un orlo anulare. Il pappo è formato da setole semplici, color bianco sporco, disposte su due serie (quelle interne sono più lunghe e più rigide, quelle esterne sono fragili). Dimensione degli acheni: 3 – 4 mm.

## Biologia
- Impollinazione: l'impollinazione avviene tramite insetti (impollinazione entomogama tramite farfalle diurne e notturne).
- Riproduzione: la fecondazione avviene fondamentalmente tramite l'impollinazione dei fiori (vedi sopra).
- Dispersione: i semi (gli acheni) cadendo a terra sono successivamente dispersi soprattutto da insetti tipo formiche (disseminazione mirmecoria). In questo tipo di piante avviene anche un altro tipo di dispersione: zoocoria. Infatti gli uncini delle brattee dell'involucro si agganciano ai peli degli animali di passaggio disperdendo così anche su lunghe distanze i semi della pianta.

## Distribuzione e habitat

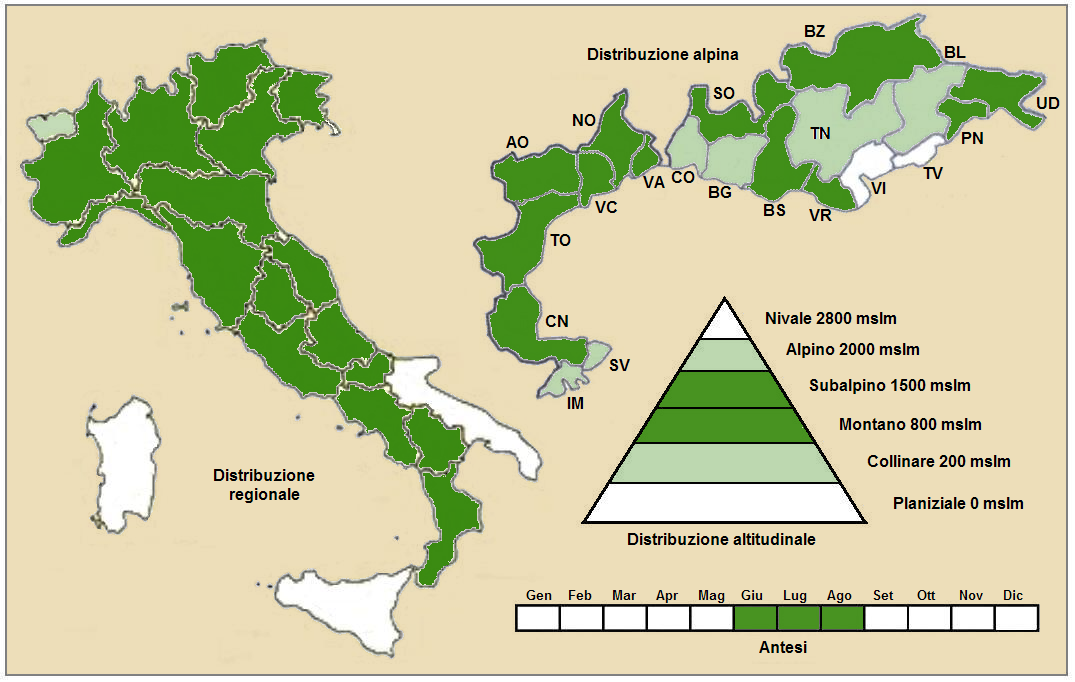
Distribuzione della pianta
(Distribuzione regionale – Distribuzione alpina)

- Geoelemento: il tipo corologico (area di origine) è Orofita / Sud Europeo / Nord Africano.
- Distribuzione: in Italia è presente solo sui rilievi continentali (è più frequente nelle Alpi Occidentali). Fuori dai confini italiani, sempre nelle Alpi è presente ovunque. Si trova anche sui seguenti rilievi collegati alle Alpi: Foresta Nera, Vosgi, Massiccio del Giura, Pirenei e Alpi Dinariche.[21] Fuori dall'Europa è presente in Algeria.[2]
- Habitat: l'habitat tipico per questa pianta sono le rupi e le pietraie; ma anche i ghiaioni e i ruderi. Il substrato preferito è calcareo con pH basico, bassi valori nutrizionali del terreno che deve essere umido.[21]
- Distribuzione altitudinale: sui rilievi queste piante si possono trovare da 1.000 fino a 2.200 m s.l.m.; frequentano quindi i seguenti piani vegetazionali: montano e subalpino e parzialmente quello alpino e quello collinare.

### Fitosociologia
Dal punto di vista fitosociologico alpino la specie di questa scheda appartiene alla seguente comunità vegetale:
Formazione: comunità delle fessure e delle rupi e dei ghiaioni
Classe: Asplenietea trichomanis
Ordine: Potentilletalia caulescentis

## Tassonomia
La famiglia di appartenenza di questa voce (Asteraceae o Compositae, nomen conservandum) probabilmente originaria del Sud America, è la più numerosa del mondo vegetale, comprende oltre 23.000 specie distribuite su 1.535 generi, oppure 22.750 specie e 1.530 generi secondo altre fonti (una delle checklist più aggiornata elenca fino a 1.679 generi). La famiglia attualmente (2021) è divisa in 16 sottofamiglie.

### Filogenesi
Il genere di questa voce appartiene alla sottotribù Hieraciinae della tribù Cichorieae (unica tribù della sottofamiglia Cichorioideae). In base ai dati filogenetici la sottofamiglia Cichorioideae è il terz'ultimo gruppo che si è separato dal nucleo delle Asteraceae (gli ultimi due sono Corymbioideae e Asteroideae). La sottotribù Hieraciinae fa parte del "quinto" clade della tribù; in questo clade è posizionata alla base ed è "sorella al resto del gruppo comprendente, tra le altre, le sottotribù Microseridinae e Cichoriinae. Il genere  Hieracium (insieme al genere Pilosella) costituisce il nucleo principale della sottotribù Hieraciinae e formano (insieme ad altri generi minori) un "gruppo fratello" posizionato nel "core" delle Hieraciinae.
Il genere Hieracium è un genere estremamente polimorfo con maggioranza di specie apomittiche. Di questo genere sono descritte circa 1000 specie sessuali e oltre 3000 specie apomittiche, delle quali circa 250 e più sono presenti nella flora spontanea italiana. Alcuni taxon collegati alle varie specie del genere sono sottospecie, altri sono considerati aggregati (o inclusi), e altri ancora sono considerati "intermediari" (o impropriamente ibridi in quanto queste specie essendo apomittiche non si incrociano e quindi non danno prole feconda) con altre specie. A causa di ciò si pongono dei problemi di sistematica quasi insolubili e per avere uno sguardo d'insieme su questa grande variabilità può essere necessario assumere un diverso concetto di specie. Qui in particolare viene seguita la suddivisione del materiale botanico in sezioni così come sono elencate nell'ultima versione della "Flora d'Italia".
La specie di questa voce è descritta all'interno della sezione Hieracium sect. Glutinosa W.D.J. Koch i cui caratteri principali sono:
- tutte le parti della pianta sono provviste di peli ghiandolari giallastri;
- la parte alta del fusto può essere vischiosa;
- le foglie cauline sono distintamente picciolate;
- i fusti possono avere da 2 a 8 capolini apicali;
- i denti delle ligule sono glabri;
- i margini degli alveoli del ricettacolo sono denticolati o dentati.

L'indumentum è uno degli elementi più importanti per distinguere le varie specie.  H. humile è caratterizzato dalla seguente pubescenza:
| Tipo peli        | Caule                                                                | Foglie                                                                                            | Peduncoli dei capolini                       | Brattee involucrali                                                         |
| ---------------- | -------------------------------------------------------------------- | ------------------------------------------------------------------------------------------------- | -------------------------------------------- | --------------------------------------------------------------------------- |
| Peli semplici    | Da sparsi a densi, lunghi 1 – 2 mm, subrigidi, denticolati e bianchi | Sparsi nella pagina superiore; in quella inferiore si trovano lungo le nervature, molli e bianchi | Densi, subrigidi e bianchi fino a giallastri | Da sparsi a densi lunghi 2 – 3 mm, da bianchi a giallastri (neri alla base) |
| Peli ghiandolari | Densi, lunghi 0,1 - 0,4 mm, giallastri                               | Densi, lunghi 0,1 - 0,2 mm, giallastri                                                            | Densi, lunghi 0,1 - 0,4 mm                   | Densi, lunghi 0,3 - 0,8 mm, neri alla base con ghiandole gialle             |
| Peli stellati    | Progressivamente densi dal basso                                     | Assenti                                                                                           | Da assenti a poco densi                      | Sparsi                                                                      |

Il numero cromosomico di  H. humile è: 2n = 27 e 36.

### Sottospecie
Per questa specie sono riconosciute le seguenti sottospecie.
- Hieracium humile subsp. humile

Distribuzione: Italia (Alpi), Europa occidentale e Algeria.
- Hieracium humile subsp. lacerum (Reut. ex Fr.) Zahn, 1905

Distribuzione: Italia (Alpi occidentali) e Europa occidentale.
Sinonimo: Hieracium lacerum Reut. ex Fr.
- Hieracium humile subsp. brachycaule Zahn, 1921

Distribuzione: Italia (Appennini) e Penisola Balcanica.
- Hieracium humile subsp. pseudocottetii Zahn, 1901

Distribuzione: Italia (Alpi) e Europa occidentale.

## Altre notizie
Lo sparviere lacerato in altre lingue è chiamato nei seguenti modi:
- (DE)  Niedriges-Habichtskraut
- (FR)  Épervière peu élevée